# Estêvão Ticomiro
Estêvão Ticomiro Zavidović (em grego medieval: Στέφανος Τειχομηρόν; fl. 1162–1171) foi um príncipe sérvio da Ráscia (na atual Sérvia), pertencente à dinastia Urošević. Reinou sob suserania bizantina. Era filho de Zavida Vukanović e originalmente príncipe da Zaclúmia. Foi nomeado Grão-Príncipe da Ráscia no ano de 1165 pelo imperador bizantino Manuel I Comneno após a rebelião do Grão-Príncipe Dessa. O nome Ticomiro, em servo-croata, significa "paz tranquila".

## Breve reinado

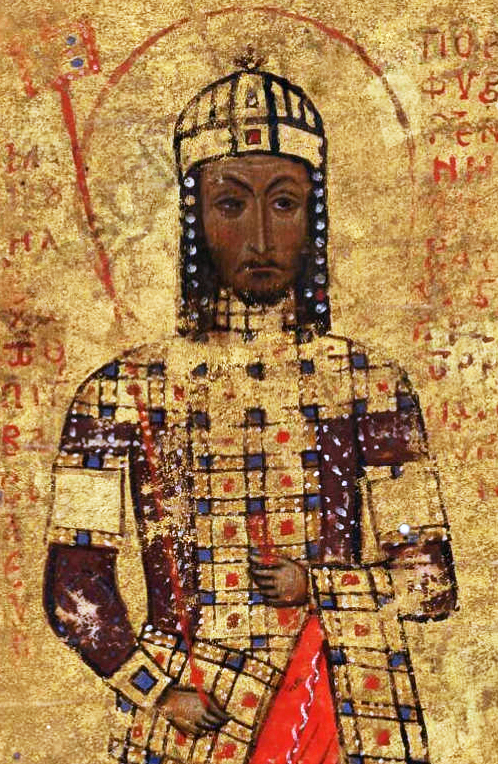
Manuel I Comneno

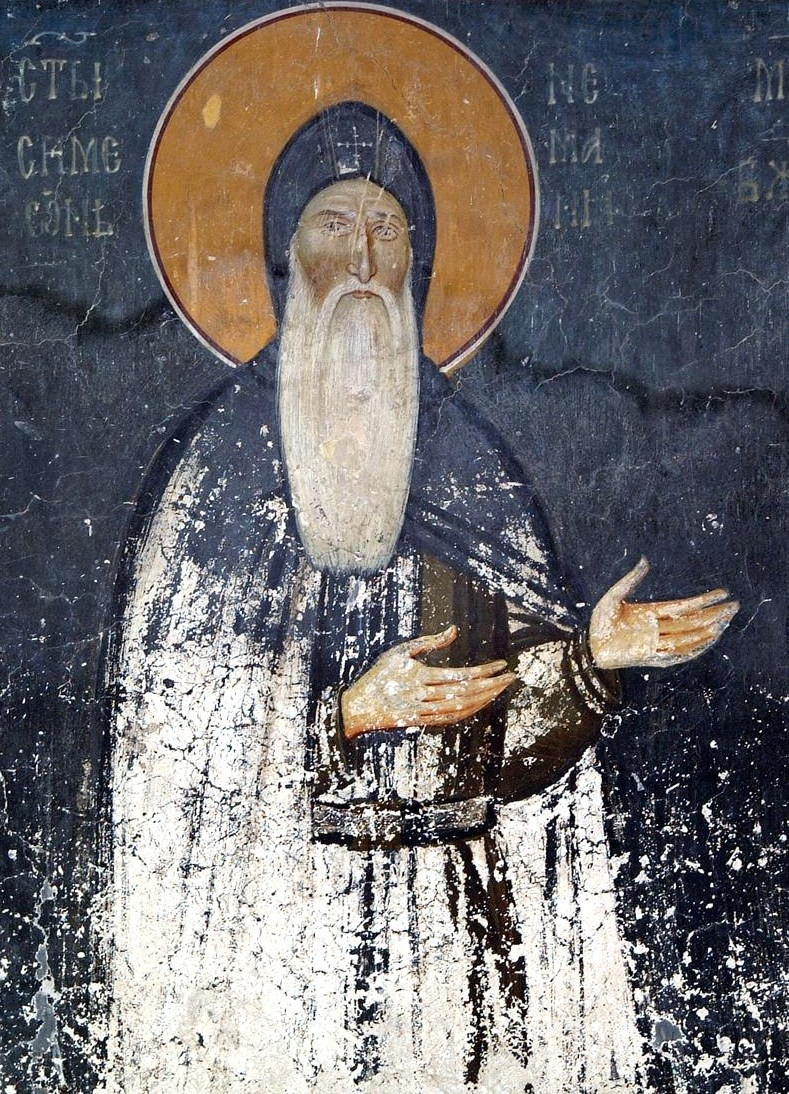
Estêvão Nêmania

Manuel II estabeleceu também que os outros principados da Sérvia fossem submetidos à Ráscia, até as terras governadas pelo irmão mais novo de Ticomiro, Estêvão Nêmania, o qual não queria submeter-se a esta decisão e decide reinar sobre seus próprios domínios sem levar em conta a autoridade de Ticomiro. Nêmania começou a legislar em total autonomia sem considerar nem mesmo as necessidades dos estados governados pelos seus outros irmãos Estracimir, senhor da Zaclúmia, e Miroslau, zupano da zona da Morávia Ocidental. 
Ticomiro e os outros irmãos convidaram Nêmania a ir a Ras, a capital da Ráscia, para discutir sua conduta. No entanto, quando ele chegou, foi preso. A autoridade de Ticomiro foi plenamente restabelecida, mas Nêmania não fugiu pela sua prigionia. Em 1166, reuniu suas tropas e atacou os exércitos dos irmãos. Ticomiro recebeu ajuda do imperador Manuel II, que enviou alguns mercenários para cobrir o exército de Nêmania. Nos arredores da cidade de Zvečan, no Cosovo, na batalha de Pantino, Nêmania derrotou os adversários. Ticomiro perdeu a vida afogando-se nas águas do riacho Ribnica, e a coroa de Grão-Príncipe da Ráscia foi tomada por Nêmania.
Ticomiro teve um filho, Estêvão Prvoslav, que, após a morte do pai, se submeteu à autoridade de Nêmania e se tornou zupano de Budimlje, nos arredores do riacho Lim.